# نيلسون ألين
نيلسون ألين (بالإنجليزية: Nelson Allen)‏ هو سياسي أمريكي، ولد في 1933، وتوفي في 2005. كان السيناتور السابق في ولاية كنتاكي، معروفًا بإلتزامه بالتعليم. كان ألين مقيمًا في مقاطعة غريناب، كنتاكي. وُلد في هيويسفيل، مقاطعة فلويد، كنتاكي، وحصل على درجة الماجستير في التعليم وكذلك على درجة الدكتوراه الفخرية من جامعة مورهد. وهو أيضًا من قدامى المحاربين في البحرية الأمريكية خلال حرب كوريا.